# Vanessa carye
Espèce
Vanessa carye est une espèce sud-américaine de lépidoptères (papillons) de la famille des Nymphalidae et de la sous-famille des Nymphalinae.

## Description
L'imago de Vanessa carye est un papillon de taille moyenne. 
Le dessus des ailes antérieures est rose orangé à dessins noirs avec de petites taches blanches à l'apex, et celui des ailes postérieures est presque entièrement rose orangé et porte une série d'ocelles postdiscaux noirs pupillés de bleu.
Le revers des ailes postérieures est gris-beige avec des marbrures grises, beiges et blanchâtres.

## Distribution
Vanessa carye est originaire d'Amérique du Sud, où elle est présente dans l'Ouest et le Sud du continent : en Colombie, en Équateur, au Pérou, en Bolivie, au Paraguay, en Uruguay et en Argentine.
Elle est également présente dans l'archipel des Tuamotu, sur l'île de Pâques, dans l'archipel Juan Fernández et aux îles Galápagos.
L'été (en décembre), elle est observée dans les îles Falkland en tant que migratrice.

## Noms vernaculaires
En anglais, Vanessa carye est parfois appelée southern painted lady ou western painted lady.

## Taxonomie
L'espèce actuellement appelée Vanessa carye a été décrite par l'entomologiste allemand Jacob Hübner en 1812, sous le nom initial d’Hamadryas carye.
Il existe plusieurs synonymes : 
- Hamadryas carye Hübner, 1812 — protonyme
- Pyrameis carye (Hübner, 1812)
- Pyrameis caryoides Giacomelli, 1922

## Protection
L'espèce n'a pas de statut de protection particulier.[réf. nécessaire]